# Caloptilia magnifica
Caloptilia magnifica là một loài bướm đêm thuộc họ Gracillariidae. Nó được tìm thấy ở miền nam Alps và Ba Tư cũ.
Sải cánh dài 10.5–11 mm.
The larvae of ssp. magnifica feed on Epimedium alpinum, while ssp. moriokensis feed on Epimedium grandiflorum var. thunbergianum. Chúng ăn lá nơi chúng làm tổ.

## Phụ loài
- Caloptilia magnifica magnifica (Europe)
- Caloptilia magnifica moriokensis Kumata, 1982 (Nhật Bản (Honshū))